# Ibrahim Bobson Kamara
Ibrahim Bobson Kamara (ur. 22 września 1975) – sierraleoński piłkarz występujący na pozycji obrońcy.

## Kariera klubowa
W swojej karierze Kamara występował w zespołach Mighty Blackpool oraz Motherwell.

## Kariera reprezentacyjna
W 1996 roku Kamara został powołany do reprezentacji Sierra Leone na Puchar Narodów Afryki, zakończony przez Sierra Leone na fazie grupowej. Nie zagrał jednak na nim w żadnym meczu.